# Promesa a l'alba
Promesa a l'alba (títol original en francès, La Promesse de l'aube) és una pel·lícula dramàtica del 2017 dirigida per Éric Barbier, a partir d'un guió escrit per Barbier i Marie Eynard. És la segona adaptació a la pantalla de la novel·la autobiogràfica de Romain Gary de 1960 La Promesse de l'aube, després de la versió de 1970 de Jules Dassin. La pel·lícula és una coproducció entre França i Bèlgica. És protagonitzada per Pierre Niney i Charlotte Gainsbourg. Es va estrenar al 22è Festival Internacional de Cinema de Busan el 14 d'octubre de 2017. Es va estrenar a França i Bèlgica el 20 de desembre de 2017. S'ha doblat al català.